# Bernhard Dilling
Bernhard „Hadti“ Dilling (* 4. Mai 1932 in Pfarrkirchen, Niederbayern; † 22. März 1994 ebenda) war ein deutscher Maler, Graphiker, Bildhauer und Bühnenbildner.

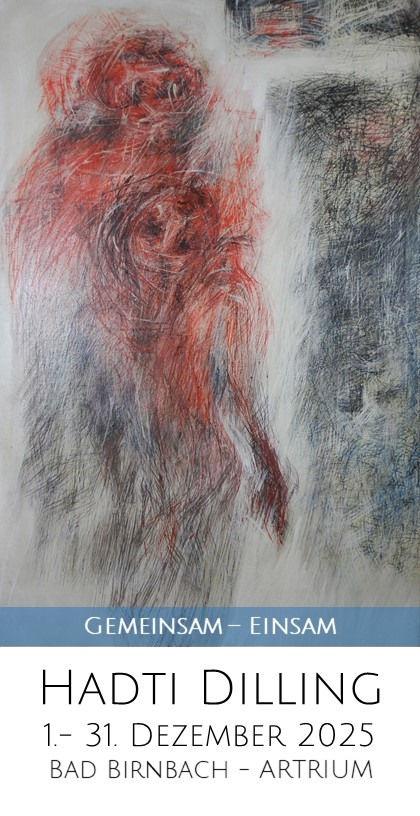
Ausstellungsflyer, 2025

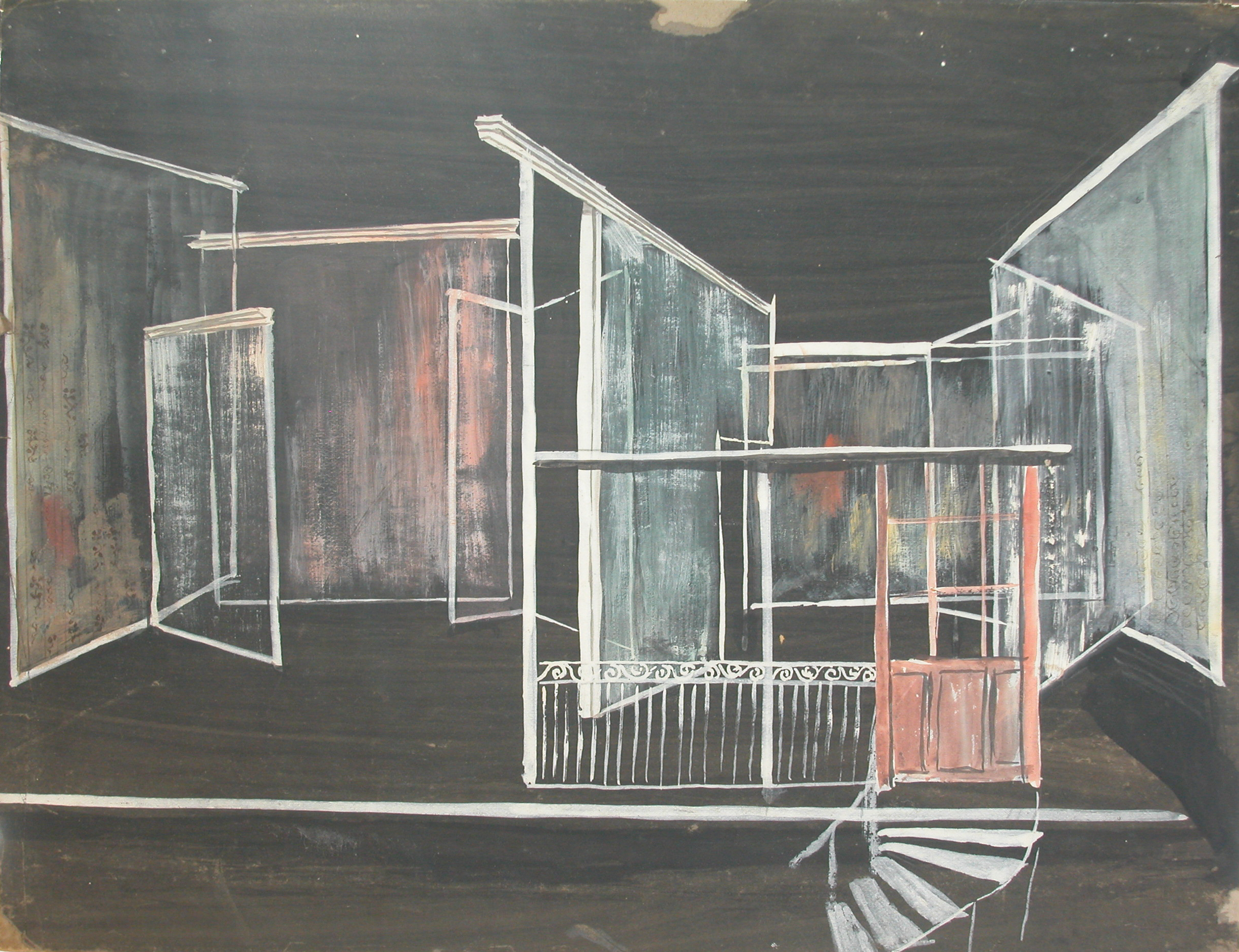
Bühnenbild, um 1965

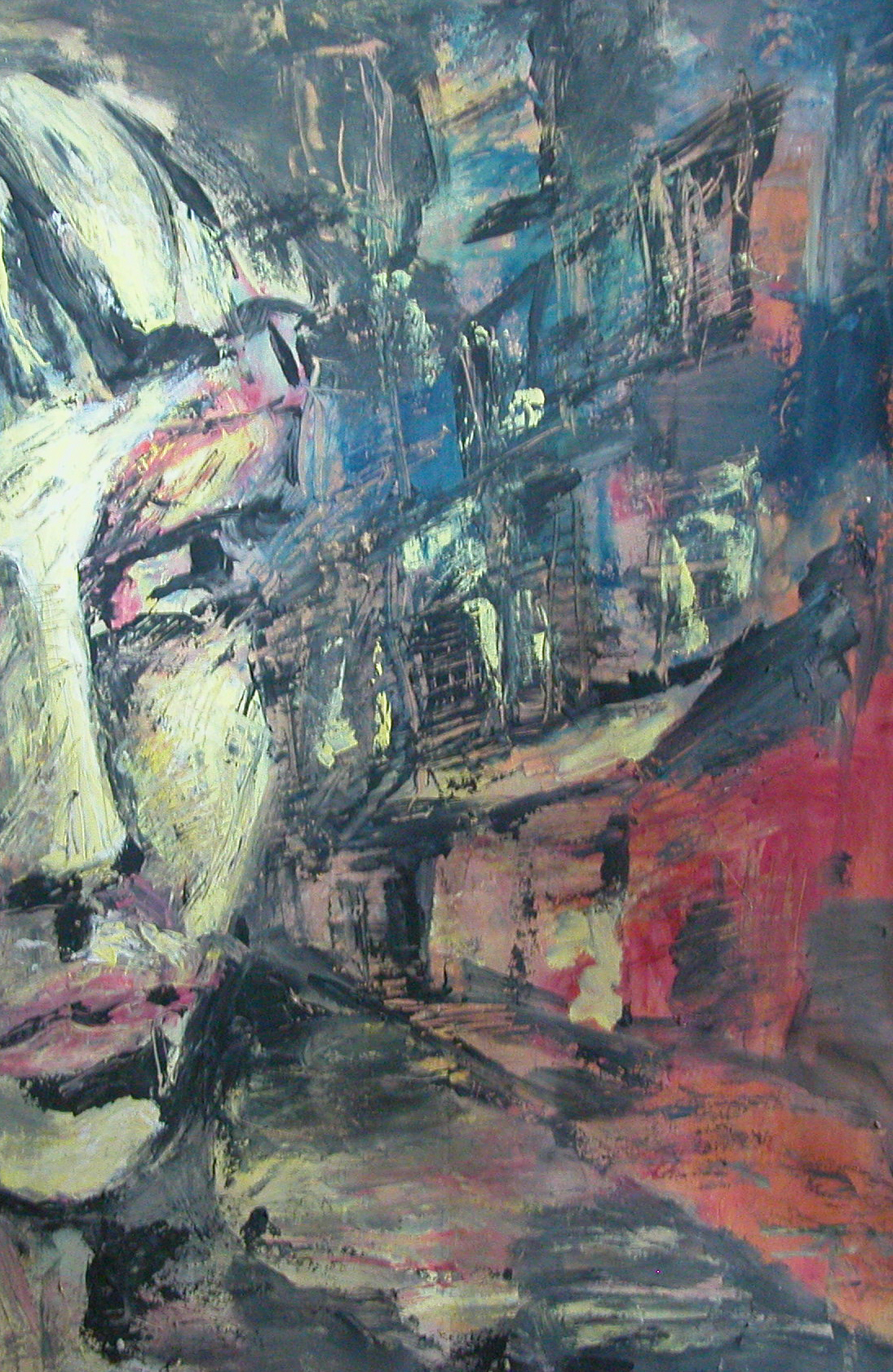
Die Schwägerin, um 1956

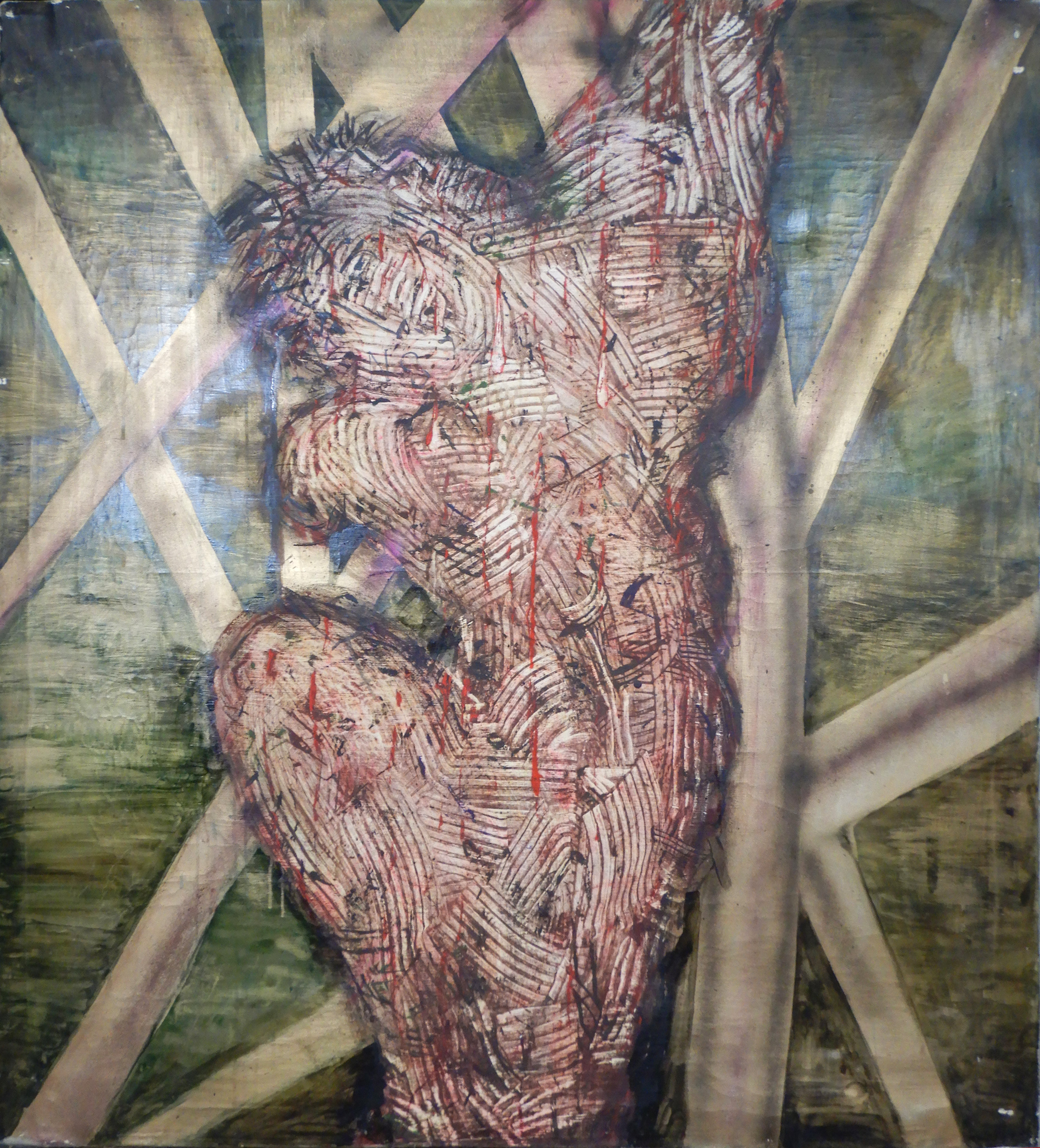
Kreuzigung, 1975

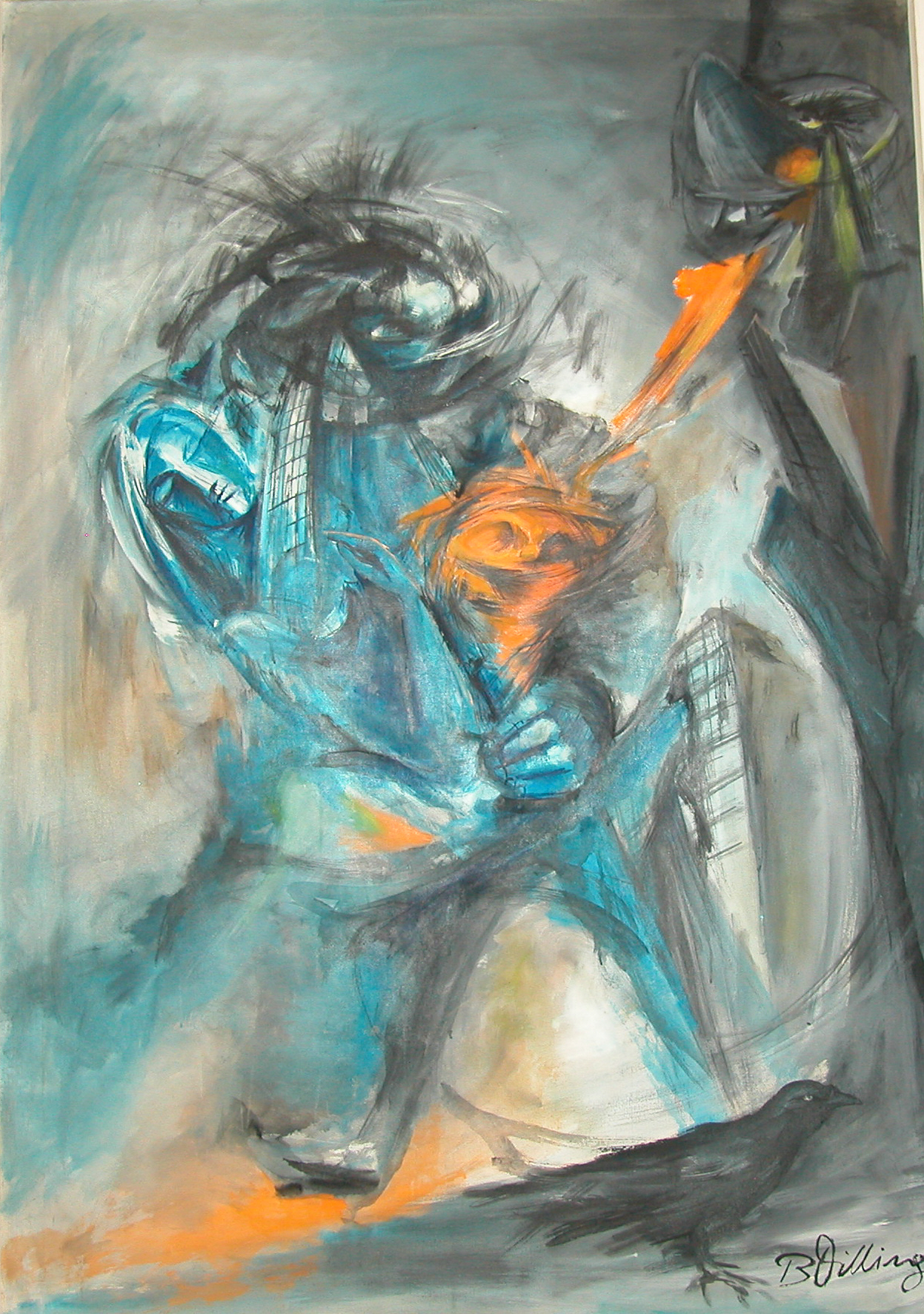
Die blaue Liebe, 1964

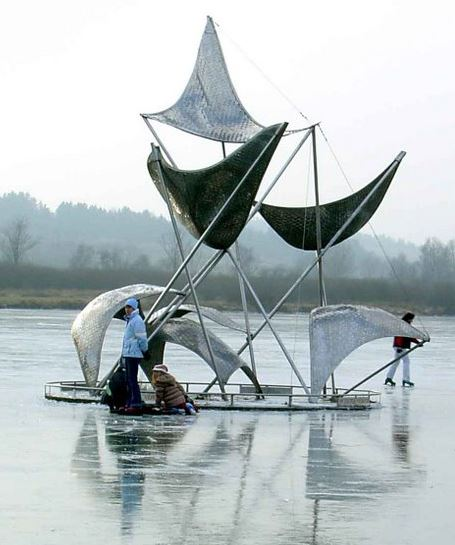
Schwimmende Metallplastik Wind und Wellen, 1980, in der Landschaft des Rottauensees bei Postmünster

## Leben
Von 1951 bis 1952 besuchte Dilling die Kunstschule Augsburg, und von 1952 bis 1957 studierte er an der Kunstakademie München bei Emil Preetorius und Helmut Jürgens Graphik, Bildhauerei und Bühnenbild. Bereits während des Studiums, im Oktober 1956, gewann Dilling einen 3. Preis in einem internationalen Plakat-Wettbewerb, den die Süddeutsche Zeitung ausgelobt hatte, sowie im November 1956 einen 1. Preis in einem deutschen Plakat-Wettbewerb.
Nach einem Volontariat an den Münchner Kammerspielen war er in der Folge als Bühnenbildner an mehreren Theatern engagiert: So war er zwischen 1957 und 1962 am Stadttheater Basel. Hier arbeitete er unter anderem mit der Opernsängerin Grace Bumbry an einer Inszenierung der Oper Samson et Dalila und mit dem ukrainischen Ballettmeister Waclaw Orlikowsky an einer Inszenierung der Oper Schwanensee.
Von 1962 bis 1963 war er am Hessischen Staatstheater Wiesbaden tätig und von 1963 bis 1966 an den Städtischen Bühnen Münster. Dort war er für die Bühnenbilder zahlreicher Opern-, Operetten- und Schauspielproduktionen verantwortlich. In Schapdetten bei Münster startete er sodann seine Karriere als freischaffender Künstler.
Ab 1969 lebte und wirkte Dilling in seinem Geburtsort Pfarrkirchen, ab ca. 1971 im Nachbarort Postmünster. Er griff in seinem Kunstschaffen auf vielfältige Techniken zurück wie Öl auf Leinwand, Siebdruck, Hinterglasmalerei, Graphik und Lithographie. Er war auch bildhauerisch tätig und fertigte Skulpturen.
Bernhard Dilling starb im Frühjahr 1994 im Alter von 61 Jahren in Pfarrkirchen.

## Ausstellungen
- 1968: Akademie Franz-Hitze-Haus, Münster
- 1995: Von den Kelten  bis zur Technologie – Pfarrkirchen
- 1999: Grausames Jahrhundert – Technologie, Segen oder Verderben – Rathaus, Landshut
- 2001: TRI ART – Hadti Dilling, Petra Widermann und Alois Demlehner – Heimathaus, Pfarrkirchen
- 2008: ARTRIUM, Bad Birnbach
- 2012: Altes Rathaus, Pfarrkirchen
- 2024: Gemeinsam–Einsam – Archivgalerie, Friedberg (Bayern)
- 2025: Gemeinsam–Einsam – ARTRIUM, Bad Birnbach

## Werke (Auswahl)
in öffentlichen Einrichtungen
- 1973: Relief in der Krankenhauskapelle, Eggenfelden, Werk vermisst
- 1974: Relief in der Eingangshalle des Krankenhauses am Griesberg, Pfarrkirchen, Werk vermisst

im öffentlichen Raum
- 1978: Brunnen an der Schule in Falkenberg
- 1980: Wind und Wellen, Skulptur auf dem Rottauensee, Postmünster
- 1986: Brückenheiliger St. Ulrich, an der Rott bei Lengham (Bad Birnbach)

als Bühnenbildner
- Thierry Maulnier: Die leere Muschel, Sprechtheater, Hessisches Staatstheater Wiesbaden, 1962/1963.[1]
- René de Obaldia: Genousien, Schauspiel, deutsche Erstaufführung, Hessisches Staatstheater Wiesbaden, Januar 1963.[2]
- Paul Hindemith: Cardillac, Oper, Uraufführung der revidierten Fassung, Städtische Bühnen Münster, 1964.[3]
- Franz Lehár: Das Land des Lächelns, Operette, Städtische Bühnen Münster, 1965.[4]
- Giuseppe Verdi: Der Troubadour, Oper, Städtische Bühnen Münster, 1965.[5]
- Richard Strauss: Arabella, Oper, Städtische Bühnen Münster, 1965.[6]
- Daniel-François-Esprit Auber: Fra Diavolo, Oper, Städtische Bühnen Münster, 1965.[7]
- Franz Lehár: Der Graf von Luxemburg, Operette, Städtische Bühnen Münster, 1966.[8]
- Giacomo Puccini: Tosca, Oper, Hessisches Staatstheater Wiesbaden, 23. Oktober 1966.[9]